# Чахар-Юичжунци
Хошун Чахар-Юичжунци (кит. упр. 察哈尔右翼中旗, пиньинь Cháhā'ěr Yòuyì Zhōngqí, монг. Цахар дунд баруун хошуу), сокращённо хошун Чаюцянь (кит. упр. 察右中旗, пиньинь CháYòuZhōng qí) — хошун городского округа Уланчаб автономного района Внутренняя Монголия (КНР). Название хошуна означает «Среднее знамя чахарского правого крыла».

## История
При империи Мин здесь кочевали чахары. При империи Цин на этих землях были поселены чахары красного с каймой и синего с каймой знамён. В 1903 году был образован Таолиньский комиссариат (陶林厅).
После Синьхайской революции Таолиньский комиссариат был преобразован в уезд Таолинь (陶林县), который в 1914 году вошёл в состав Особого административного района Чахар, а с 1929 года — в состав провинции Суйюань.
После образования КНР в 1950 году Центральный хошун, а также хошуны чисто-красного, чисто-жёлтого, красного с каймой и синего с каймой знамени были объединены в единый хошун. В 1954 году уезд Таолинь был расформирован, а на его землях, а также части земель бывших хошунов красного с каймой и синего с каймой знамён был создан хошун Чахар-Юичжунци.

## Административное деление
Хошун Чахар-Юичжунци делится на 5 посёлков, 4 волости и 2 сомона.